# Nyomplong
Nyomplong is een bestuurslaag in de stadsgemeente Kota Sukabumi van de provincie West-Java, Indonesië. Nyomplong telt 7592 inwoners (volkstelling 2010).